# 王秀琴
王秀琴（1962年10月—），女，藏族，青海省玉树市人，1984年6月加入中国共产党，中华人民共和国地方政府官员。

## 生平
1977年4月参加工作，1997年4月任共青团玉树州委书记，1999年5月至2001年4月，担任玉树州统计局局长。2001年5月至2012年8月，任玉树州副州长。2012年8月至2016年3月，任玉树州委常委、宣传部部长。2016年3月至2017年7月，任玉树州政协党组书记、主席。2017年4月1日，因涉嫌严重违纪，接受组织审查。同年7月被开除党籍和行政撤职，降为主任科员。